# 박보현
박보현(1972년 7월 19일 ~ )은 전 롯데 자이언츠와 두산베어스 야구선수였으며, 투수였다.

## 경력
1999년 한국시리즈 1차전에 선발등판하였고, 2000년 김영수와 트레이드되어 두산베어스로 이적하였으며, 그곳에서 선수생활을 마감하였다. 현재는 NC 다이노스 1군 매니저로 있다.